# Wilhelm Rehlein
Wilhelm Rehlein (* 17. November:S. 111 1885 in Ketschendorf bei Coburg; † 22. Oktober 1954 in Coburg) war ein deutscher Politiker (NSDAP), Coburger Stadtbaurat und Bürgermeister.

## Leben
Rehlein war der Sohn eines Zimmermanns. Nach einer Maschinenschlosserlehre besuchte er Vorlesungen zum Thema Maschinenbau am Technikum Hildburghausen und an der Technischen Hochschule Darmstadt. Anschließend arbeitete er als Betriebsleiter und Architekt im elterlichen Betrieb, dem Coburger Bau- und Zimmereigeschäft Tobias Frommann.:S. 111 Im Oktober 1907 trat er in die Kaiserliche Marine ein und diente im Ersten Weltkrieg als Deckoffizier bei der Torpedobootflotte. Bei der Marine lernte Rehlein Franz Schwede kennen. Für seine Teilnahme an der Seeschlacht vor dem Skagerrak wurde er mehrfach ausgezeichnet.:S. 232
Rehlein war Mitglied der Deutschnationalen Volkspartei und der Coburger Stahlhelmgruppe.:S. 111 Bei der Coburger Kommunalwahl am 7. Dezember 1924 zog er für den Bürger- und Wirtschaftsblock, am 23. Juni 1929 für die Deutschnationale Volkspartei und am 8. Dezember 1929 für den nationalen Bürger- und Wirtschaftsblock in den Stadtrat ein.
Um die Pattsituation bei den stimmberechtigten Mitgliedern des Stadtrates nach der Wahl im Dezember 1929 zu überwinden, wollten die Nationalsozialisten eine dritte, ehrenamtliche, aber stimmberechtigte, Bürgermeisterstelle einrichten. Erst bei der fünften Abstimmung, am 22. August 1930, kam die erforderliche Mehrheit zustande. Mit den Stadträten der NSDAP votierten dabei die beiden Stahlhelm-Mitglieder Rehlein und Güntzel, die zuvor in der Coburger NSDAP-Parteizeitung Weckruf wegen ihrer bis dahin ablehnenden Haltung massiv angegriffen worden waren, dafür. Am 16. Oktober 1931 folgten schließlich die Wahlen von Franz Schwede zum ehrenamtlichen ersten Bürgermeister, von Werner Faber zum hauptamtlichen zweiten Bürgermeister und von Wilhelm Rehlein zum ehrenamtlichen dritten Bürgermeister. Rehlein bekam den Posten als Dank für die Unterstützung bei der Einrichtung der dritten Bürgermeisterstelle im Jahr zuvor. Mit dem Bürgermeisteramt wurde er in der Folge zuständig für das Wohnungsdezernat und das Stadtbauamt. Zum 1. August 1932 trat Rehlein der NSDAP (Mitgliedsnummer 1.255.976) und im selben Jahr der SA bei.:S. 44 Im Juli 1933 übernahm er nach der Entlassung des hauptamtlichen Stadtbaurates Ernst Köster zusätzlich dessen Stelle.:S. 112
Mit der Unterstellung des Wehrverbandes Stahlhelm unter die SA erhielt Rehlein 1934 die Position eines Standartenführers.:S. 114 Am 23. November 1934 wurde er als Nachfolger von Otto Schmidt zum zweiten Bürgermeister gewählt. Das Amt hatte er bis April 1945 inne. Unterbrochen wurde die Dienstzeit von einer kommissarischen Ausübung des Amtes des Coburger Oberbürgermeisters von Juli 1937 bis Dezember 1938.
Zusammen mit dem Architekten Reinhard Claaßen, der für das Coburger Stadtbauamt als Berater planerisch arbeitete, war Rehlein an den kommunalen Neubauten wie der Gewerbeschule, dem Gräfsblock sowie dem Kriegerdenkmal in den Arkaden beteiligt. Er nutzte wohl auch seine Position zum Wohl des elterlichen Betriebs, in dem er ab 1935 Mitinhaber war.:S. 121 Daher wurde er auf Anweisung des Oberbürgermeisters August Greim ab Oktober 1940 weder in städtische Ausschreibungen bei Bauaufträgen noch in Baugenehmigungsverfahren einbezogen. Ein Angebot von Franz Schwede, 1941 Landesbaurat der Provinz Pommern zu werden, lehnte er ab.:S. 123
Am 15. April 1945 wurde Rehlein durch die US-Armee in Coburg verhaftet und war über zwei Jahre lang im Internierungslager Moosburg in Haft. Im Jahr 1948 folgte das Spruchkammerverfahren, in dem er als Minderbelasteter eingestuft und zu einer Sühneleistung von 5000 DM verurteilt wurde.:S. 124 Nach einer Berufung gegen das Urteil wurde er Januar 1949 als Mitläufer beurteilt.:S. 239